# 12 vendémiaire
12 jour complémentaire 12 brumaire
Le duodi 12 vendémiaire, officiellement dénommé jour de l'immortelle, est le 12e jour de l'année du calendrier républicain.
C'était généralement le 3e jour du mois d'octobre dans le calendrier grégorien.